# Alex Mowatt
Alex James Mowatt (født 13. februar 1995 i Doncaster, England) er en engelsk fodboldspiller, der til daglig spiller hos Barnsley. 

## Karriere statistik
Oversigten er opdateret til og med 20 februar 2016
| Sæson   | klub         | Division     | Liga  | Liga | FA Cup | FA Cup | League Cup | League Cup | Play-offs | Play-offs | Total | Total | Discipline    | Discipline |
| Sæson   | klub         | Division     | Kampe | Mål  | Kampe  | Mål    | Kampe      | Mål        | Kampe     | Mål       | Kampe | Mål   | A yellow card | A red card |
| ------- | ------------ | ------------ | ----- | ---- | ------ | ------ | ---------- | ---------- | --------- | --------- | ----- | ----- | ------------- | ---------- |
| 2015–16 | Leeds United | Championship | 23    | 2    | 1      | 0      | 1          | 0          | –         | –         | 25    | 2     | 0             | 0          |
| 2014–15 | Leeds United | Championship | 38    | 9    | 0      | 0      | 0          | 0          | –         | –         | 38    | 9     | 4             | 0          |
| 2013–14 | Leeds United | Championship | 29    | 1    | 0      | 0      | 2          | 0          | –         | –         | 31    | 1     | 7             | 0          |
| Total   | Total        | Total        | 90    | 12   | 1      | 0      | 3          | 0          | 0         | 0         | 94    | 12    | 11            | 0          |